# Systellorrhina tricolor
Systellorrhina tricolor är en skalbaggsart som beskrevs av Moser 1904. Systellorrhina tricolor ingår i släktet Systellorrhina och familjen Cetoniidae. Inga underarter finns listade i Catalogue of Life.